# Movistar Arena (Madrid)
Die Movistar Arena (von 1960 bis 2014 Palacio de Deportes de la Comunidad de Madrid, deutsch Sportpalast der Gemeinschaft Madrid) ist eine Mehrzweckhalle in der spanischen Hauptstadt Madrid. Sie wird für diverse Hallensportarten, Konzerte, Shows sowie Ausstellungen und Tagungen genutzt wird. Es ist zudem die Heimspielstätte der Basketballvereine CB Estudiantes und Real Madrid Baloncesto.

## Geschichte

### Alter Palacio de Deportes (1960–2001)

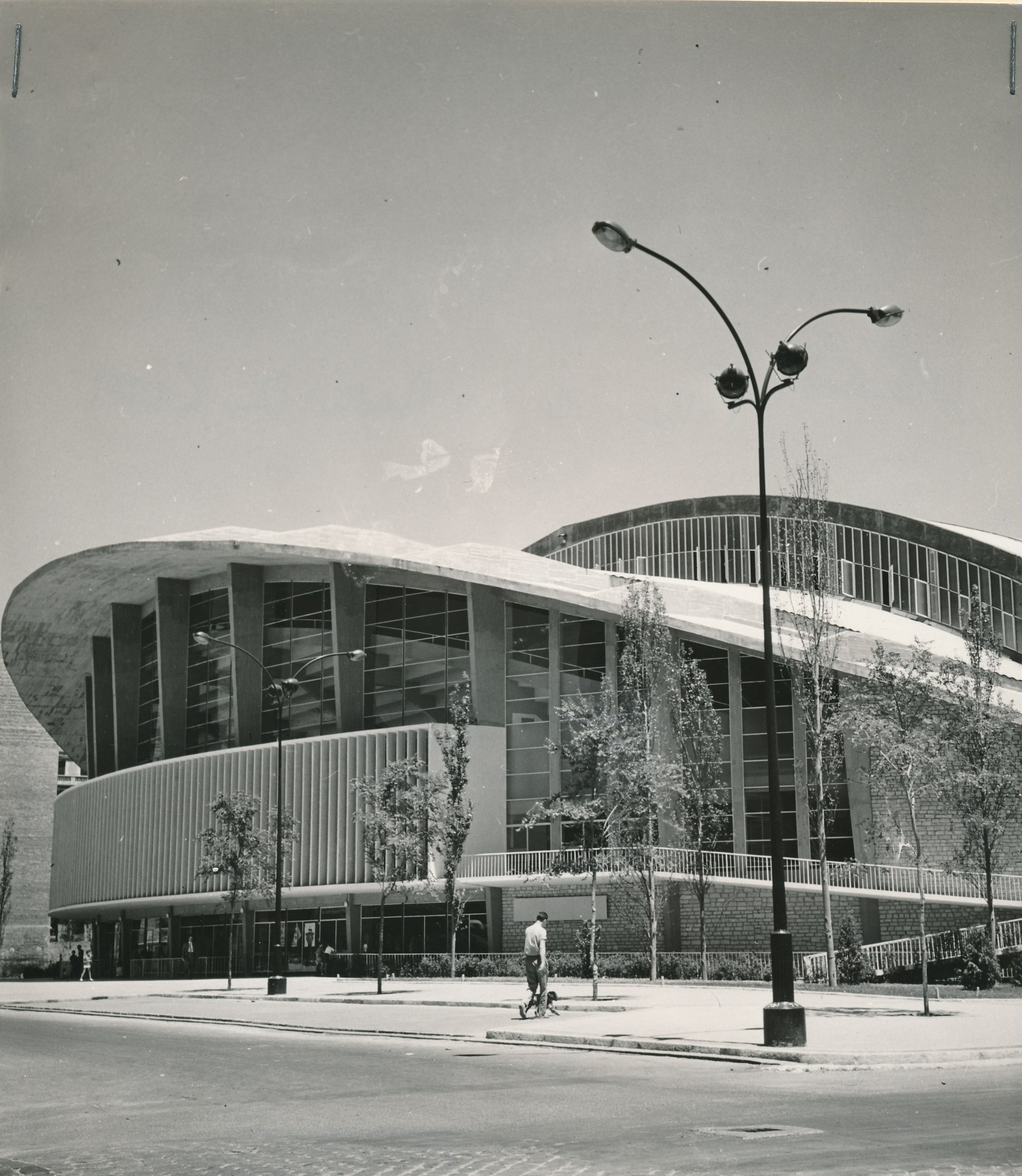
Palacio de Deportes im Jahr 1961

Das alte Palacio de Deportes ging auf die Initiative des Madrider Bürgermeisters José María Gutiérrez del Castillo zurück, der zu Beginn der 1950er Jahre den Bau einer modernen Sport- und Mehrzweckhalle für die spanische Landeshauptstadt vorantrieb. Als Standort wurde das Grundstück der alten Stierkampfarena Plaza de Toros de Goya ausgewählt, die 1934 abgerissen worden war. Im Januar 1956 wurde schließlich ein Entwurf der Architekten José Soteras und Lorenzo García Barbón für die neue Arena ausgewählt, dieser sah ein rundes Gebäude aus Stahlbeton mit einem Durchmesser von 115 Metern und einer metallischen Dachkonstruktion vor. Die Kosten für den Bau betrugen 56 Millionen Pesetas.
Die feierliche Eröffnung der Halle erfolgte am 25. Februar 1960, an den Schauwettkämpfen nahmen unter anderem die spanischen Radstars Federico Bahamontes, Guillermo Timoner, Miguel Poblet und Antonio Suárez teil. Je nach Art der Veranstaltung variierte das Fassungsvermögen des Palacio de Deportes von 10.000 bis 15.000 Zusehern. Im April 1985 ging die Halle in den Besitz der wenige Jahre zuvor neugegründeten Autonomen Gemeinschaft Madrid über und wurde umfassend renoviert. Während jener Zeit diente die Sportstätte als Heimstadion für die Basketballvereine Real Madrid Baloncesto und CB Estudiantes, auch diverse andere Großereignisse wie die Basketball-Weltmeisterschaft 1986 oder die Leichtathletik-Halleneuropameisterschaften 1986 fanden im Palacio de Deportes statt.
Am 28. Juni 2001 brach um acht Uhr Morgens während Flämmarbeiten am Dach ein Feuer aus, in dessen Folge die Decke der Halle einstürzte. Die Flammen konnten erst nach rund zwei Stunden gelöscht werden und das Gebäude wurde schwer beschädigt.

### Wiederaufbau (seit 2002)
Die Autonome Gemeinschaft Madrid entschloss sich zu einem Wiederaufbau der Halle. Das von den Architekten Enrique Hermoso und Paloma Huidobro konzipierte Gebäude erhielt lediglich die alte Hauptfassade auf der Westseite, mit Blick auf die Avenida de Felipe II, sowie die hintere Fassade auf der Straße Fuente del Berro, der Rest wurde von Grund auf neu errichtet.  Am 20. Februar 2002 begannen die Bauarbeiten der neuen Mehrzweckhalle. Diese wurde schließlich am 16. Februar 2005 eröffnet und kostete rund 124 Millionen Euro. Die Halle fasst maximal 16.000 Zuseher, darunter etwa 450 Plätze in insgesamt 36 VIP-Tribünen. Die einziehbaren unteren Ränge ermöglichen eine schnelle Anpassung der Halle für diverse Sportarten, Veranstaltungen und Konzerte.

## Name
Im Juli 2014 erwarb das Kreditinstitut Barclays die Sponsoringrechte an der Arena, die vom 1. September 2014 bis zum 11. November 2016 die Bezeichnung Barclaycard Center trug. Nach der Übernahme der spanischen Tochter von Barclaycard durch die WiZink Bank, änderte sich der Namen der Arena in WiZink Center. Der Vertrag lief, ebenso wie der der Betreibergesellschaft Impulsa Eventos e Instalaciones, bis 2023.
Anfang 2020 schloss die WiZink Bank einen neuen Vertrag bis zum Jahr 2026 ab. WiZink bekundete später Interesse an einem vorzeitigen Ende der Vereinbarung, da man einen neuen strategischen Plan von 2024 bis 2028 umsetzen will. Mitte Dezember 2024 wurde bekannt, dass das WiZink Center seinen Namen in Movistar Arena ändern wird. Der neue Namensgeber ist seit Januar 2025 die Telefónica-Tochter Movistar. Der neue Vertrag zwischen der Impulsa Eventos e Instalaciones und Movistar hat eine Laufzeit von zehn Jahren.

## Konzerte
Der Palacio de Deportes de la Comunidad de Madrid, das Barclaycard Center, das WiZink Center bzw. die Movistar Arena wird neben den Sportveranstaltungen auch als Konzertarena genutzt.

## Lage und Öffentliche Verkehrsmittel
Das WiZink Center befindet sich im Zentrum von Madrid, im Stadtteil Goya innerhalb des Stadtbezirks Salamanca. Mit der Metro ist die Halle über die Linie 2 und Linie 4 (Station Goya), mit der Linie 6 (Station O’Donnell) sowie der Linie 9 (Station Príncipe de Vergara) erreichbar. Die Autobuslinien 2, 15, 21, 26, 29, 30, 43, 53, 56, 61, 63, 71, 143, 146, 152, 215, C1 und C2 halten ebenfalls bei der Arena.

## Galerie

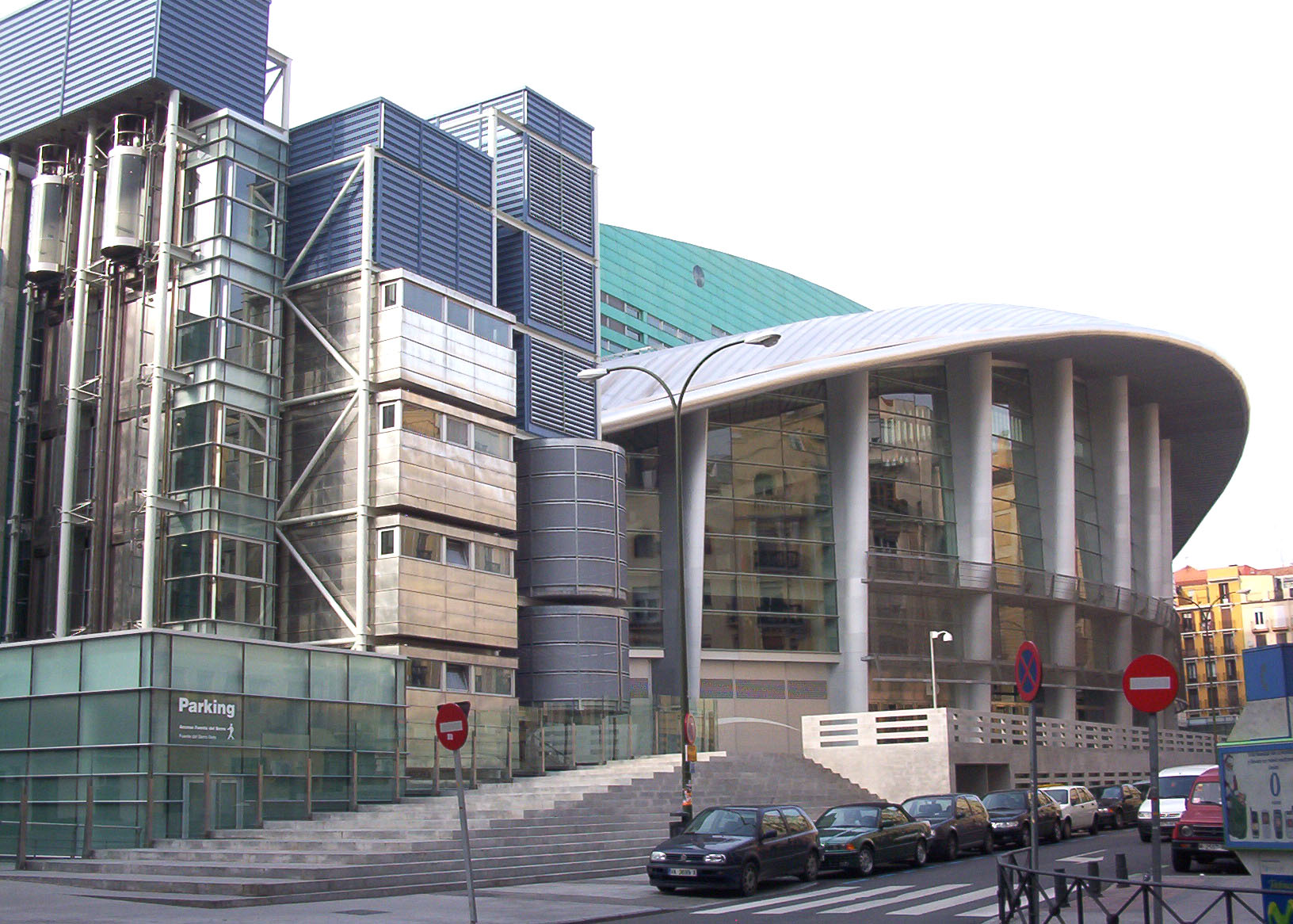
Ostfassade
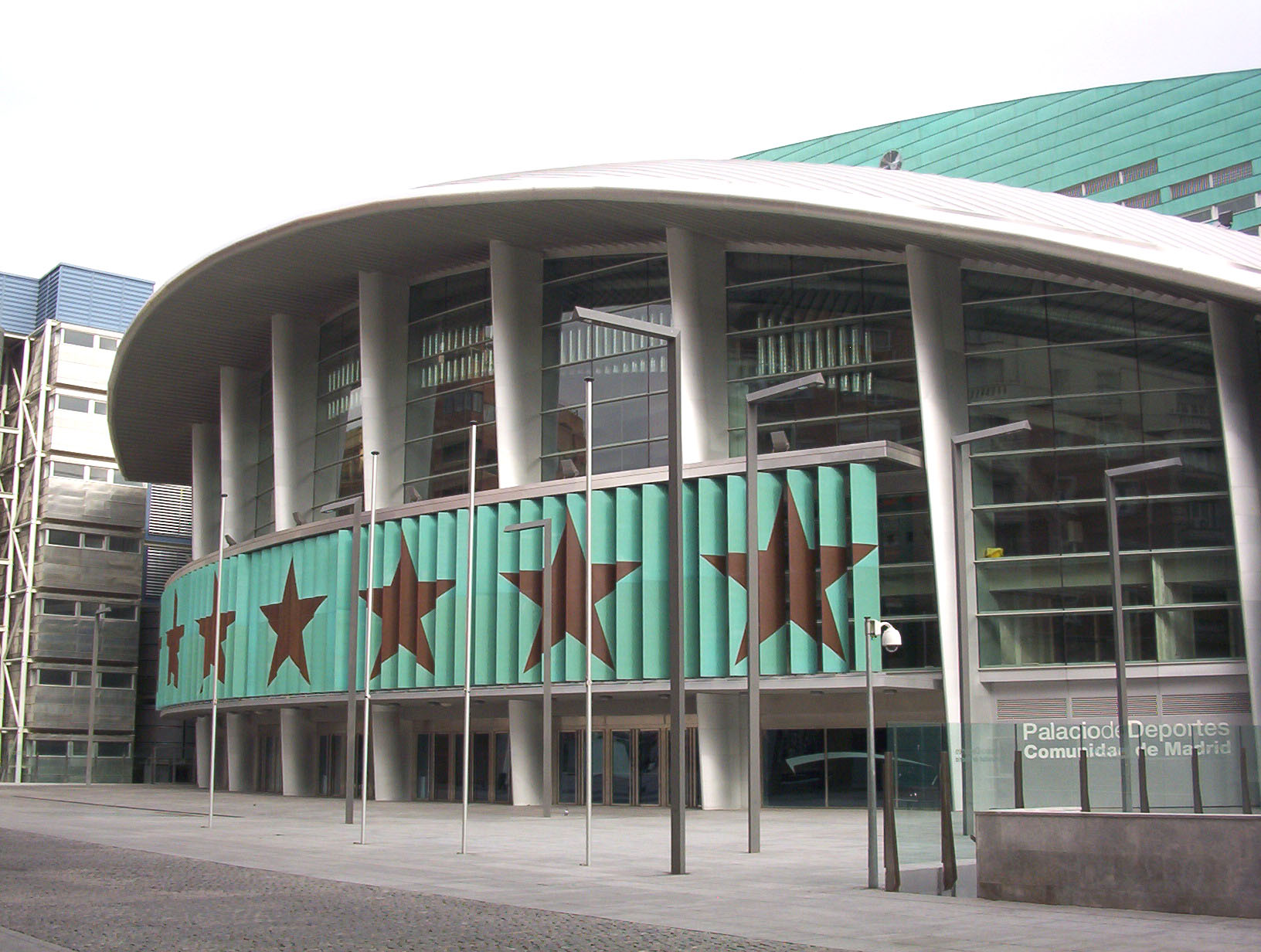
Westfassade
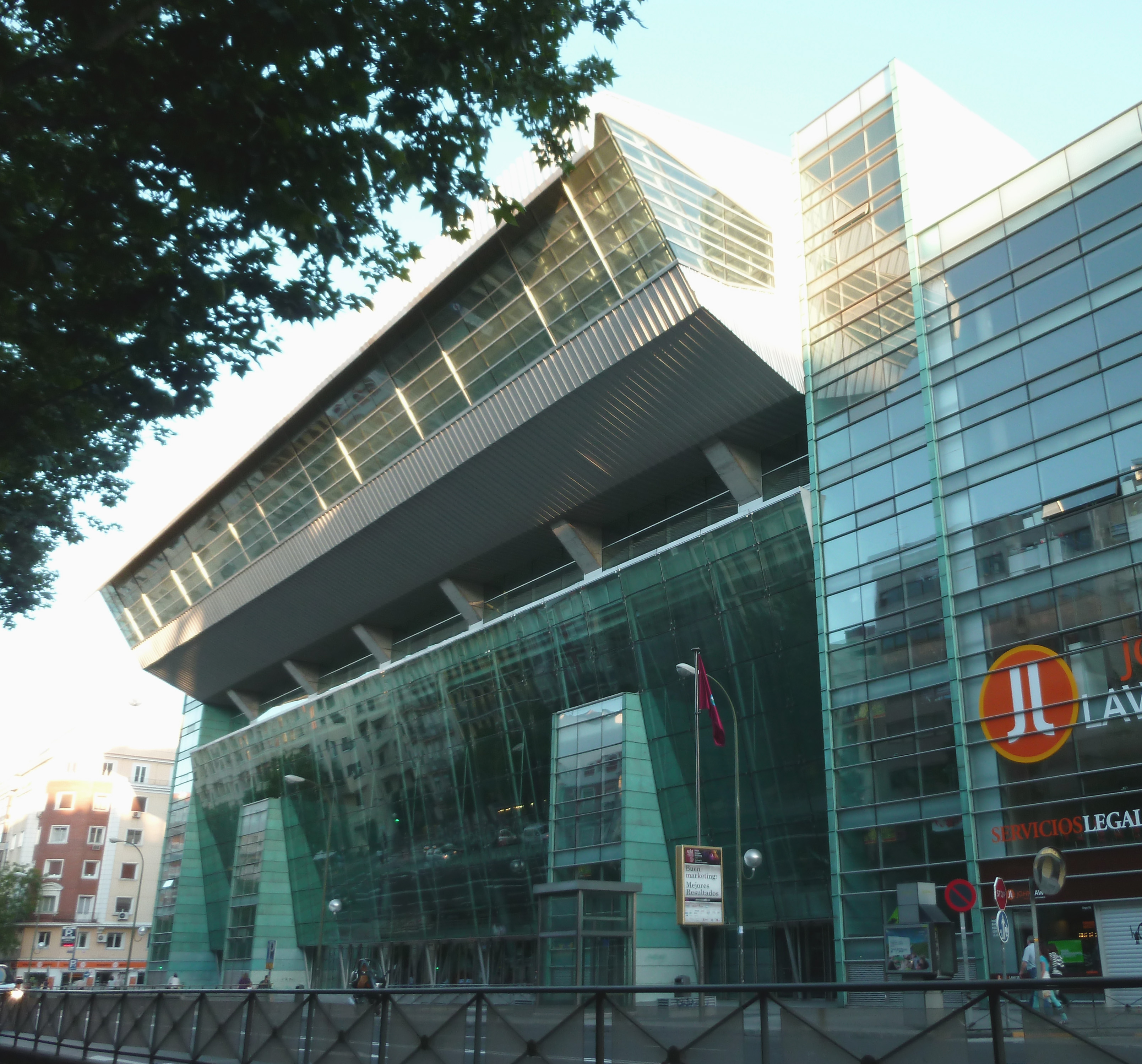
Außenansicht, Nordseite
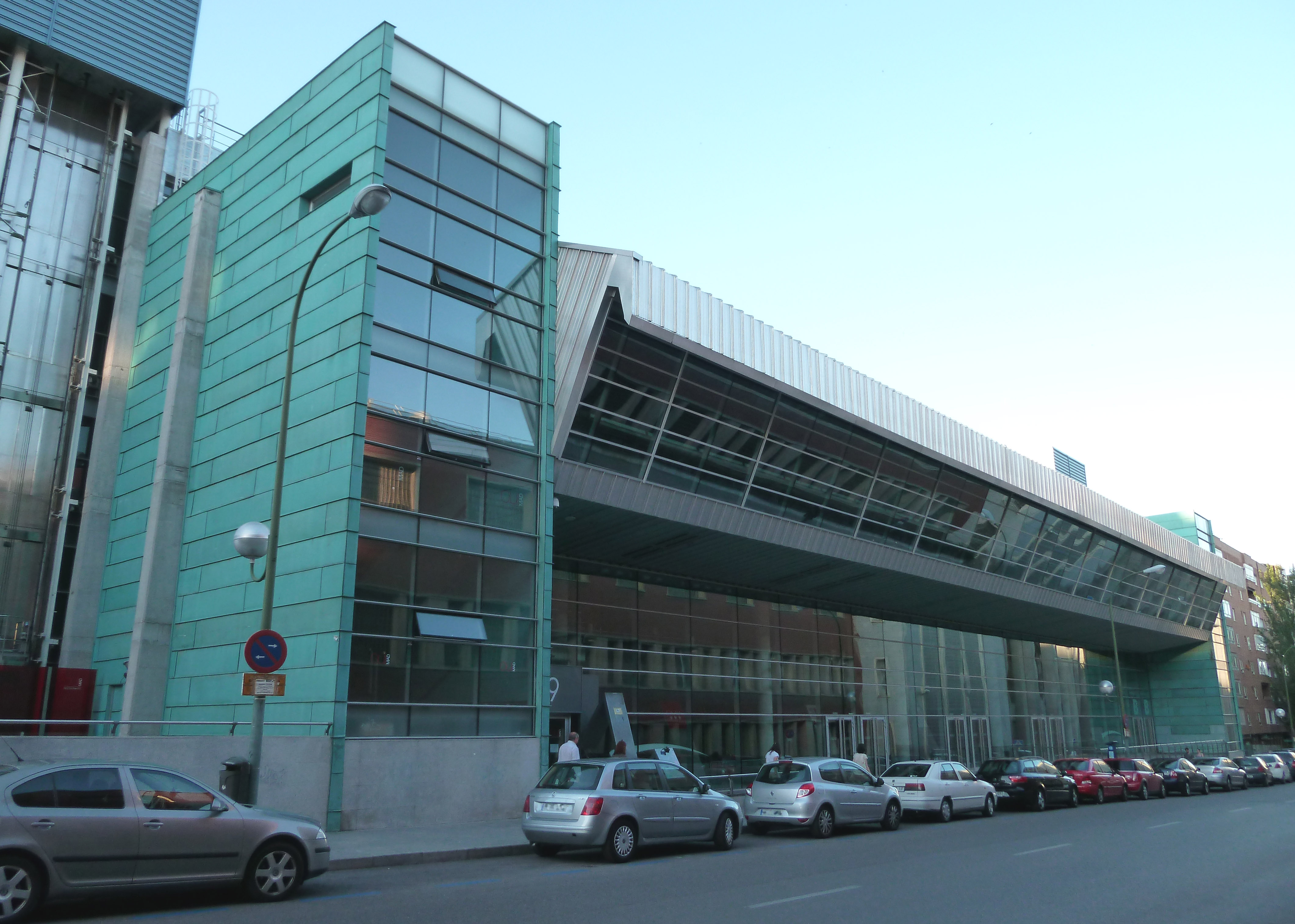
Außenansicht, Südseite
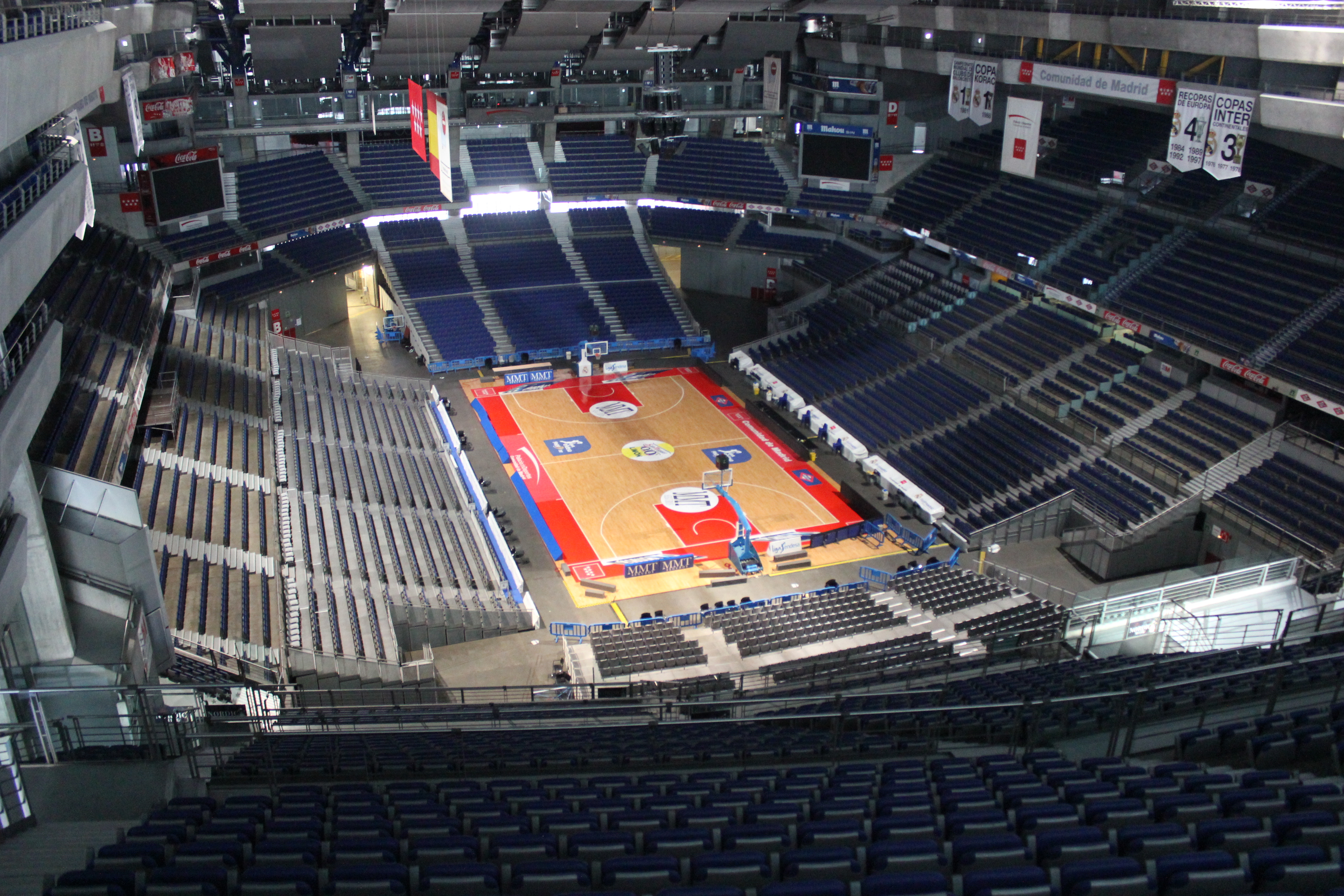
Innenansicht
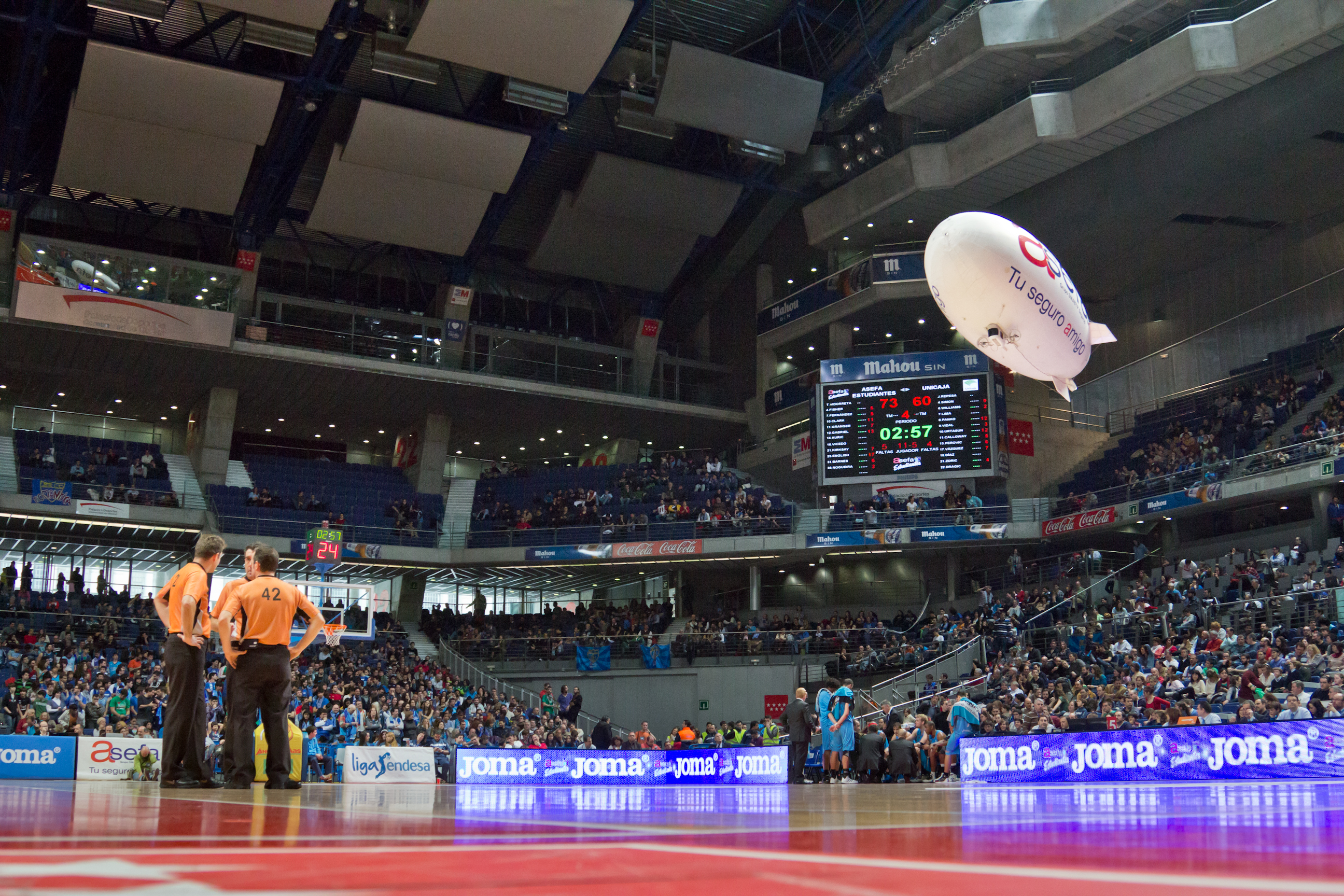
Innenansicht